# Résolution 780 du Conseil de sécurité des Nations unies
Membres permanents
- Chine
- États-Unis
- France
- Royaume-Uni
- Russie

Membres non permanents
- Autriche
- Belgique
- Cap-Vert
- Équateur
- Hongrie
- Inde
- Japon
- Maroc
- Venezuela
- Zimbabwe

Résolution no 779 Résolution no 781
La résolution 780 du Conseil de sécurité des Nations unies a été adoptée à l'unanimité le 6 octobre 1992. Après avoir réaffirmé la résolution 713 (1991) et les résolutions ultérieures sur le sujet, le Conseil a exprimé sa préoccupation face aux « violations généralisées du droit international humanitaire » en Bosnie-Herzégovine et a autorisé le secrétaire général Boutros Boutros-Ghali à créer une commission d'experts afin d'examiner et analyser les informations soumises conformément à la résolution 771 (1992) sur les violations des conventions de Genève dans la région.
La résolution exhorte les États membres et les organisations internationales à recueillir des informations relatives aux violations du droit international en Bosnie-Herzégovine et à les rendre disponibles dans les 30 jours suivant l'adoption de la résolution. Les informations recueillies seront analysées par une commission d'experts. La commission était composée de cinq membres : le Canada, l'Égypte, les Pays-Bas, la Norvège et le Sénégal, qui ont soumis son premier rapport intérimaire en février 1993, concluant qu'il appartiendrait au Conseil de sécurité ou à une autre institution des Nations unies de créer un tribunal relatif aux événements en Bosnie-Herzégovine en particulier, et sur le territoire de l’ex-Yougoslavie en général. Le ministre français des Affaires étrangères de l'époque, Roland Dumas, a salué l'adoption de la résolution, estimant qu'il s'agissait d'une « étape considérable dans l'évolution du droit international » et sans précédent depuis la création des Nations unies.
Les conclusions de la commission d'experts ont été remises au président du Conseil de sécurité des Nations unies accompagnées d'une lettre du secrétaire général le 24 mai 1994.

## Voir également
- Génocide bosniaque
- Guerre de Bosnie-Herzégovine
- Guerres de Yougoslavie